# Бранислав Сурутка
Бранислав Сурутка (Бања Лука, 4. април 1925 — Београд, 5. мај 1979) био је југословенски спикер и водитељ. Са кратким прекидом од две године, радио је у Радио Београду од 1948. до изненадне смрти 1979. године. Осим у Радио Београду, био је ангажован и на Телевизији Београд. Глумио је и у филмовима, као наратор.

## Професионални рад
Бранислав Сурутка припада генерацији пионира телевизијске професије коју су, осим њега, чинили Душанка Калањ, Миодраг Здравковић, Љиљана Марковић, Мића Орловић, Бранко Илић. Као спикер и водитељ стекао је велику популарност и поштовање како на радију, тако и на телевизији. Имао је карактеристичан глас и посебан стил казивања. Прича се у професионалним круговима да њега нико није могао да имитира, јер је био непоновљив, али је од њега могло много да се научи.
Године 1956. Савезно извршно веће ФНРЈ донело је одлуку о додељивању средстава за изградњу ТВ мреже у Југославији. У суботу, 23. августа 1958. године, започео је "експериментални програм" Студија Београд. Студио је изграђен на новом Београдском сајму, први емитовани програм био је Дневник. Вести су читали Милоје-Мића Орловић, Бранислав Сурутка, Олга Нађ, Оливера Живковић и Вера Миловановић.

### Рад на филму
Бранислав Сурутка је, као наратор, глумио у три филмска остварења:
- Медаљон са три срца (дугометражни филм из 1962)
- Благоје Паровић, живот за револуцију (кратки документарни филм из 1974)
- ТВ Фељтон: Францускиња из Словца (документарни ТВ филм из 1974)

## Утицај
Бранислав Сурутка је, својим професионалним радом, био узор многим будућим спикерима и водитељима. Међу њима су и нека од највећих имена југословенских медија друге половине 20. века. Велики утицај Сурутка је, према њиховим сопственим речима, имао и на Зорана Модлија и Оливера Млакара.